# Шмелц (Сар)
Шмелц (њем. Schmelz) општина је у њемачкој савезној држави Сарланд. Једно је од 13 општинских средишта округа Сарлуис. Према процјени из 2010. у општини је живјело 17.008 становника. Посједује регионалну шифру (AGS) 10044117.

## Географски и демографски подаци
Шмелц се налази у савезној држави Сарланд у округу Сарлуис. Општина се налази на надморској висини од 249 метара. Површина општине износи 58,6 km². У самом мјесту је, према процјени из 2010. године, живјело 17.008 становника. Просјечна густина становништва износи 290 становника/km².

## Међународна сарадња
| Мјесто  | Држава    | Врста сарадње | Од    |
| ------- | --------- | ------------- | ----- |
|         | Француска | пријатељство  | 1996. |
|         | Француска | партнерство   | 1981. |
| Астфелд | Италија   | пријатељство  | 1972. |
| Извор   |           |               |       |